# Joseph-Benoît Suvée
Joseph-Benoît Suvée, né le 3 janvier 1743 à Bruges, et mort le 9 février 1807 à Rome, est un peintre flamand, fortement marqué par la culture néoclassique française. Il a été directeur de l'Académie de France à Rome. Il fut le concurrent du peintre David qui lui voue une haine persistante.

## Biographie
Joseph Benoit Suvée est né à Bruges le 3 janvier 1743 dans la Korte Vuldersstraat (aujourd'hui le n° 2 de cette rue) comme huitième et dernier enfant du receveur Henri Martin - Henricus ou Hendrik - Suvée (1701-1767) et de Marie Jacqueline - Maria Jacoba - De Vriendt (1699-1765). Il est baptisé le 4 janvier 1743 à l'église Saint-Sauveur. Ses parents s'étaient mariés en cette même église en 1725.

### Formation, séjours à Paris et Rome
Tout d'abord élève de Matthias de Visch, il vient en France, à Paris, en 1762. Il y devient l'élève de Jean-Jacques Bachelier avec lequel il conservera des relations suivies puisque ce dernier sera même son témoin de mariage en 1780. En 1771, il obtient le prix de Rome avec Le combat de Minerve contre Mars, œuvre conservée au Palais des Beaux-Arts de Lille, devant le peintre Jacques-Louis David. Il fut honoré pour cette distinction à Bruges. Il continuera à rivaliser avec David jusqu'à la fin de sa vie, ce qui lui vaudra une longue inimitié - de la haine même  - de la part de ce dernier.
Dans la Ville éternelle de 1772 à 1778, il y prolonge la durée du séjour normal des pensionnaires de l'Académie de France à Rome.

### Carrière parisienne
De retour à Paris, il est nommé académicien et loge au palais du Louvre. Il se marie à Paris, à Saint-Germain-l'Auxerrois, la paroisse des artistes, le 12 juin 1780 à Charlotte Louise Rameau, une portraitiste spécialisée dans la miniature, exposante au Salon de la Jeunesse à Paris en 1768 et en 1773 puis au Salon de la Correspondance en 1782. Elle était née à Paris le 22 décembre 1745 et était la fille de Jean Rameau, joaillier et orfèvre  à la place du Carrousel. Joseph Benoit fit le portrait de son beau-père, tableau qui est conservé à Bruges. Joseph Benoit et son épouse eurent une fille, née en février 1781, qui ne vécut pas.
C'est avec son épouse, Charlotte Louise Rameau, qui prit le nom de Mme Suvée, qu'il ouvre une école de dessin pour jeunes filles dont, pour des raisons de susceptibilités avec d'autres peintres, la fermeture - au moins temporaire - fut exigée.    
Nommé professeur à l'École des beaux-arts de Paris le 31 mars 1792 comme successeur de Brenet, il est confirmé le 30 novembre 1794 mais n'aura pas de successeur à ce poste.  

### Direction de l'Académie de France à Rome
Nommé en 1792 directeur de l'Académie de France à Rome, en remplacement de François-Guillaume Ménageot, ce n'est que le 11 octobre 1801, après avoir été confirmé par un arrêté de Bonaparte, qu'il peut prendre son poste après avoir été incarcéré quelque temps à la prison Saint-Lazare. 
Il connaît une carrière brillante à Rome, où, après six années de séjour, il meurt subitement le 9 février 1807. Son épouse est morte à Paris, rue Pavée Saint André des Arts, le 10 juillet 1832.

## Élèves
Joseph Benoit Suvée était un excellent pédagogue et eut de nombreux élèves, parmi lesquels: 
- Jean-Baptiste Joseph Autrique (Bruges 1777 - Ypres 1853)
- Jean Joseph Beirens (né à Bruges vers 1756)
- Augustin van den Berghe (élève de Suvée en 1780)
- Ignace van den Bussche (Beveren 1762 - Bruges 1814, chez Suvée en 1789)
- Marie Bouliard (Paris 1763 - Vindecy 1825)
- Cornelis Cels (Lierre 1778 - Bruxelles 1859)
- Césarine Henriette Flore Davin (Paris 1773 - Paris 1844)
- Joseph-François Ducq (Ledeghem 1762 - Bruges 1829, chez Suvée en 1786)
- Jean-Bernard Duvivier (Bruges 1762 - Paris 1837, chez Suvée en 1783)
- Guillielmus Petrus Geysen (Bruges 1761 - 1827, chez Suvée en 1789)
- Albert Grégorius (Bruges 1774 - Bruges 1853, dernier élève de Suvée)
- Jan Frans Legillon (Bruges 1739 - Paris 1797)
- Jacques Madere (né à Bruges vers 1765, chez Suvée de 1784 à 1787)
- Constance Marie Françoise Mayer La Martinière (Paris 1773- Paris 1821)
- Jozef Karel De Meulemeester (Bruges 1771 - Anvers 1836, chez Suvée en 1797)
- Joseph-Denis Odevaere (Bruges 1775 - Bruxelles 1830, chez Suvée de 1795 à 1801)
- Gertrude de Pélichy (Utrecht 1743 - Bruges 1825, élève de Suvée en 1767)
- Pierre Joseph Petit (Tournai 1752 - 1825, élève de Sauvage et protégé par Suvée en 1782)
- Ange René Ravault, Jacques-Albert Senave (Loo 1758 - Paris 1823, élève de Suvée et de David)
- Charles Spruyt (Bruxelles 1769 - 1851, chez Suvée en 1796)
- Jean van de Male (né à Bruges vers 1778, chez Suvée en 1798)
- Mathieu Van den Bogaert (né à Bruges vers 1777, chez Suvée en 1798)
- Philip van der Wal (Rotterdam 1774 - Amiens 1819)
- Jean Baptiste Weleinstein (élève de Suvée alors qu'il a 16 ans en 1790)
- François-Jacques Wynckelman (Bruges 1762 - 1844, élève de Suvée en 1780).

Anna Barbara Bansi, avec laquelle il aurait eu une courte relation amoureuse alors qu'ils étaient à Rome, fut également son élève.
Beaucoup de ses élèves et disciples étaient originaires des Pays-Bas méridionaux. Ainsi que le note Dominique Marechal : « il a influencé toute une génération d’artistes, grâce à qui le néoclassicisme français a été introduit en « Belgique », territoire qui entre-temps avait été annexé et intégré à l’empire napoléonien ».

## Œuvres dans les collections publiques

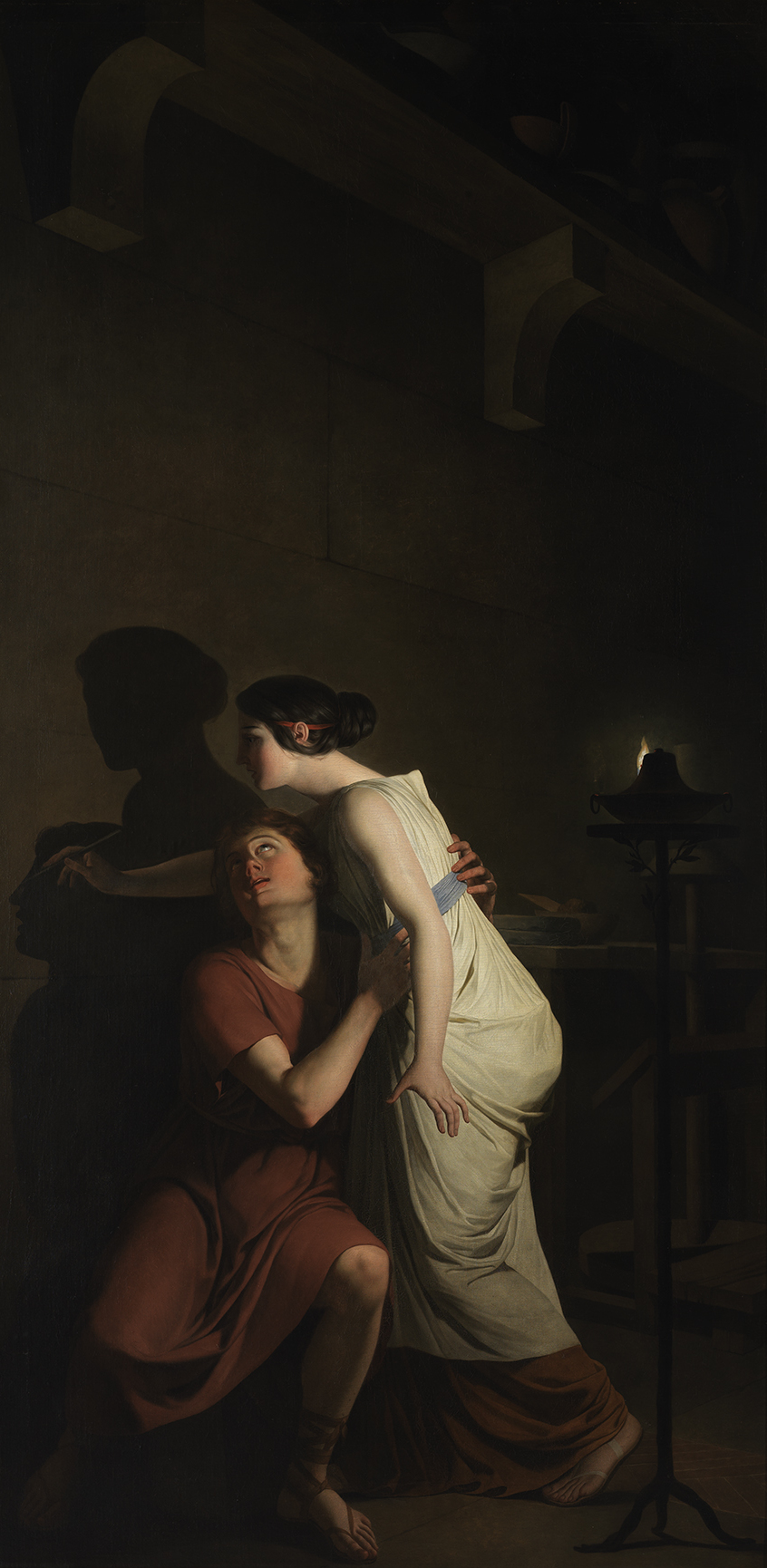
L'invention du dessin (1791), Groeningemuseum, Bruges.

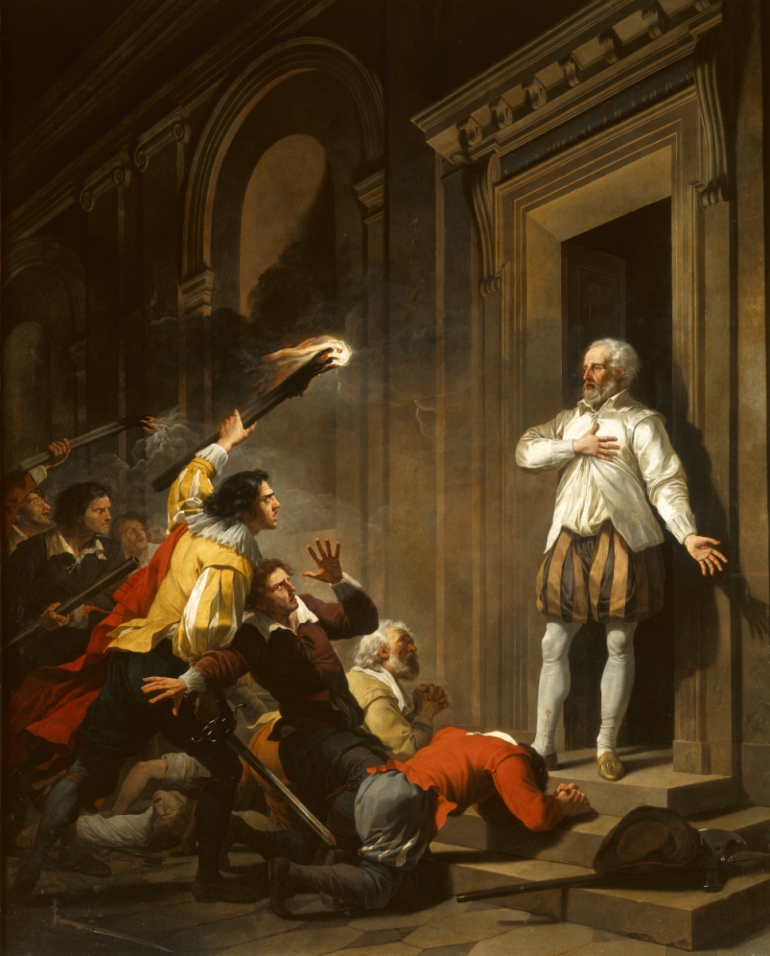
L'Amiral Coligny en impose à ses assassins (1787), musée des beaux-arts de Dijon.

### En Belgique
- Autoportrait, 1771, Bruges, Groeningemuseum ;
- Portrait de Jean Rameau, beau-père de l'artiste, vers 1793, Bruges, Groeningemuseum ;
- Dibutades ou L'invention du dessin, 1791, huile sur toile, 267 × 131,5 cm, Bruges, Groeningemuseum ;
- La résurrection, 1783, Bruges, église Sainte-Walburge ;
- Herminie et les bergers, 1776, Gand, Museum voor Schone Kunsten ;
- La Sainte Famille, 1785-1791, Bruxelles, musées royaux des beaux-arts de Belgique ;

### En France
- Achille dépose le cadavre d'Hector aux pieds du corps de Patrocle, 1769, Paris, musée du Louvre ;
- Cornélie, mère des Gracques 1795, Paris, musée du Louvre ;
- Combat de Minerve contre Mars, 1771, Lille, palais des beaux-arts ;
- Tancrède secouru par Herminie, s.d., Nantes, musée des beaux-arts ;
- Tancrède blessé reconnaît Clorinde qu'il vient de combattre, vers 1776-1778, Amiens, musée de Picardie ;
- Portrait de l'architecte Paul Lemoine, 1777-1778, Paris, musée Carnavalet ;
- La Naissance de la Vierge, 1779, Paris, église de l'Assomption ;
- La Naissance de la Vierge (esquisse), 1779, Montpellier, musée Fabre ;
- La Visitation, 1781, Paris, église Saint-Marguerite
- Fête à Palès ou l'été, 1783, Rouen, musée des beaux-arts ;
- La Mort de Cléopatre, vers 1785, Rouen, musée des beaux-arts ;
- Énée, dans l'embrasement de Troie, voulant retourner au combat, est arrêté par sa femme Créüse, 1784-1785, Montpellier, musée Fabre
- L'Amiral Coligny en impose à ses assassins, 1787, Dijon, musée des beaux-arts ;
- L'Ange Raphael disparaissant au milieu de la famille de Tobie, 1789, Mâcon, musée des Ursulines ;
- Portraits de Dominique et de Catherine Clément de Ris, 1795, château de Versailles ;
- Bénédiction de sainte Geneviève par saint Germain d'Auxerre, Paris, église Saint-Germain-de-Charonne ;
- Jésus et les enfants, 1771, Saint-Cloud, musée du Grand Siècle
- Vue intérieure du Colisée, pierre noire, rehauts de blanc, tracé préparatoire à la sanguine sur papier gris beige, H. 0,476 ; L. 0,355 m[15]. Paris, Beaux-Arts de Paris[16]. D'abord attribuée à Antonio Zucchi, cette vue fut redonnée à Suvée par Mathias Polakovits. En privilégiant la pierre noire, l'artiste tire de fortes oppositions d'ombre et de lumière, caractéristique de son travail. Le cadrage et l'étrangeté qui se dégage de ce dessin permettent de le dater des années 1774-1775.

### Aux États-Unis
- La Prédication de saint Paul, vers 1779, Los Angeles, musée d'art du comté de Los Angeles ;